# 라슨 톰슨
라슨 톰프슨(Larsen Thompson, 2000년 11월 19일 ~ )은 미국의 배우, 모델, 무용가이다.

## 출연 작품

### 영화
- 타로: 죽음의 카드 (2024)

### 텔레비전
- 자정 클럽 (2022)